# 23327 Luchernandez
Luchernandez (asteroide 23327, com a designação provisória 2001 BE31) é um asteroide da cintura principal. Possui uma excentricidade de 0.11085260 e uma inclinação de 5.75473º.
Este asteroide foi descoberto no dia 20 de janeiro de 2001 por LINEAR em Socorro.